# Feketesisakos szarvascsőrű
A feketesisakos szarvascsőrű (Ceratogymna atrata) a madarak osztályának a szarvascsőrűmadár-alakúak (Bucerotiformes) rendjéhez, ezen belül a szarvascsőrűmadár-félék (Bucerotidae) családjához tartozó faj.

## Rendszerezése
A fajt Coenraad Jacob Temminck holland arisztokrata és zoológus írta le 1835-ben, a Buceros nembe Buceros atratus néven.

## Előfordulása
Afrika nyugati és középső részén, Angola, Dél-Szudán, Elefántcsontpart, Egyenlítői-Guinea, Gabon, Ghána, Guinea, Kamerun, Közép-afrikai Köztársaság, Kongói Demokratikus Köztársaság, Kongói Köztársaság, Libéria, Nigéria, Sierra Leone, Szudán, Togo és Uganda területén honos. 
Természetes élőhelyei a szubtrópusi és trópusi száraz erdők és szavannák, valamint szántóföldek és vidéki kertek. Állandó, nem vonuló faj.

## Megjelenése
Testhossza 70 centiméter, testtömege 907-1600 gramm.
|  |  |

## Természetvédelmi helyzete
Az elterjedési területe rendkívül nagy, egyedszáma ugyan csökken, de még nem éri el a kritikus szintet. A Természetvédelmi Világszövetség Vörös listáján nem fenyegetett fajként szerepel.
Európában az Európai Állatkertek és Akváriumok Szövetsége felügyelete alá tartozó Európai Veszélyeztetett Fajok Programja (EEP) keretében tenyésztik a faj egyedeit.